# Асоціація українських моніторів дотримання прав людини в діяльності правоохоронних органів
Асоціація українських моніторів дотримання прав людини в діяльності правоохоронних органів (Асоціація УМДПЛ) — правозахисна організація, що здійснює системний всеукраїнський моніторинг дотримання прав людини та основоположних свобод у діяльності правоохоронних органів.

## Історія
Протягом 2005–2010 рр. Міністерство внутрішніх справ України за сприяння неурядових організацій створило три інституції, важливих для встановлення громадського контролю за діяльністю міліції та її відповідності міжнародним стандартам в галузі прав людини. До зазначених інституцій належали:
- Мобільні групи з моніторингу спецустанов МВС України (ізоляторів тимчасового тримання, кімнат для доставлених, приймальників-розподільників для дітей) як прототип національного превентивного механізму протидії тортурам (з 2004);
- Громадська рада із забезпечення прав людини при МВС і його регіональних управліннях (з 2005);
- Управління моніторингу дотримання прав людини в діяльності органів внутрішніх справ (УМДПЛ) (з 2008).

УМДПЛ було унікальним підрозділом для Україні, і з 2008 по 2010 роки виконувало, по суті, функції Поліцейського омбудсмена.
Діяльність зазначених інституцій будувалася відповідно до вимог нормативної бази МВС і, незважаючи на опір «старої гвардії» з числа керівників підрозділів, забезпечила прозорість роботи органів внутрішніх справ.
Після зміни українського уряду в березні 2010, ставлення МВС до дотримання прав людини суттєво змінилося. Одним з перших рішень нового міністра МВС було ліквідовано Управління моніторингу дотримання прав людини, співробітників якого було звільнено в найкоротші терміни і всупереч всім нормам трудового законодавства.
У цій ситуації активісти правозахисних організацій, спільно зі співробітниками колишнього УМДПЛ, вирішили сформувати спеціалізований сектор громадського контролю за правоохоронними органами. Центральне місце в роботі цього сектора відводилося новій всеукраїнській неурядовій організації «Асоціація українських моніторів дотримання прав людини в діяльності правоохоронних органів», створеній у червні 2010 року з числа 29 колишніх співробітників Управління моніторингу дотримання прав людини в діяльності органів внутрішніх справ.

## Мережа організації
За даними сайту асоціації вона має 17 осередків в Україні. В їхній роботі бере участь майже 80 членів організації. 10 членів Асоціації мають тривалий досвід роботи в таких відомих українських НУО, як Українська Гельсінська спілка з прав людини, Харківська правозахисна група, Комітет виборців України, Громадянська мережа «ОПОРА». Деякі члени Асоціації є колишніми співробітниками ОВС України з 20-річним практичним досвідом роботи в кадрових і штабних підрозділах, службі внутрішньої безпеки, підрозділах по боротьбі з організованою злочинністю, університетах внутрішніх справ.
Олег Мартиненко та Юрій Бєлоусов входили до складу робочих груп з обговорення таких документів, як проєкт Закону «Про національний комітет із запобігання катувань» , «Національний план по боротьбі з ксенофобією, расовою та етнічною дискримінацією в українському суспільстві на період 2010–2012 рр.»  [Архівовано 13 березня 2014 у Wayback Machine.]
Олег Мартиненко, Сергій Швець, Юрій Бєлоусов, Арсен Османов, В'ячеслав Свірець спільно з експертами інших правозахисних організацій брали участь у реалізації таких міжнародних проєктів:
- «Створення механізмів громадської експертизи та громадських розслідувань порушень прав людини з боку МВС та кримінально-виконавчої системи.» (Міжнародний фонд «Відродження», Українська Гельсінська спілка з прав людини), 2010.
- «Заснування системного громадського контролю за дотриманням прав людини в діяльності МВС України.» (Міжнародний фонд «Відродження», Харківська правозахисна група), 2010.
- «Розуміння прав людини [Архівовано 4 березня 2016 у Wayback Machine.]» (ОБСЄ), 2009.

## Структура
Вищим органом Асоціації є щорічні загальні збори. Вони затверджують фінансові та загальні звіти, обирають членів і голову правління, ревізійну й наглядову ради. Річні загальні збори також обговорюють питання, що стосуються стратегії розвитку організації[джерело?].

## Діяльність
Основними напрямками діяльності Асоціації є:
- контроль за дотриманням прав людини працівниками ОВС (громадський моніторинг);
- аналіз українського законодавства у сфері захисту прав людини, підготовка аналітичних та інформаційних матеріалів, пов'язаних з проблематикою дотримання прав людини;
- популяризація знань про права людини серед працівників державних установ, проведення опитувань громадської думки, спрямованих на оцінку ефективності роботи міліції,
- розробка та реалізація форм участі громадськості в цивільному контролі за дотриманням прав людини у правоохоронній діяльності,
- створення спеціальної мережі моніторів за діяльністю правоохоронців, підготовка періодичних аналітичних звітів щодо дотримання прав людини в українській міліції.

Предметом моніторингу та аналізу є наступні аспекти:
- Право на життя в контексті роботи міліції.
- Свобода від катувань та інших форм жорстокого поводження.
- Право на свободу та особисту безпеку.
- Умови утримання під вартою в міліцейських установах.
- Право на недоторканність приватного життя.
- Доступ до інформації, яка перебуває у розпорядженні міліції.
- Свобода мирних зібрань.
- Захист від дискримінації, расизму та ксенофобії.
- Захист власності (від незаконного захоплення майна, транспортних засобів, неповернення майна, вилученого як докази тощо)
- Попередження насильства в сім'ї та торгівлі людьми. Права дітей.
- Права біженців, шукачів притулку й мігрантів.
- Права співробітників міліції. Гендерна рівність у міліції.

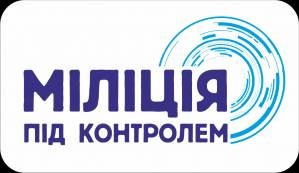

## Кампанія «Міліція під контролем»
«Міліція під контролем» — це всеукраїнська кампанія громадського моніторингу, під час якої волонтери перевіряють, наскільки сумлінно і згідно закону працівники міліції виконують свої обов'язки.
В першу чергу моніторинг стосується служб і підрозділів міліції, які безпосередньо контактують з населенням — патрульної служби [Архівовано 14 жовтня 2014 у Wayback Machine.], служби дільничних інспекторів міліції, ДАІ, чергових частин. Моніторинг передбачає отримання інформації про діяльність цих служб та надання правової оцінки діям правоохоронців, в тому числі — дотриманню ними вимог нормативних актів МВС України.
За підсумками таких спостережень експерти розроблять рекомендації уряду та МВС України про те, як покращити роботу правоохоронців із громадянами.
Кампанію координує Асоціація українських моніторів дотримання прав людини в діяльності правоохоронних органів (Асоціація УМДПЛ), експертами якої розроблений інструментарій громадського моніторингу, а також були проведені тренінги для активістів неурядових організацій та журналістів.
Активістів, що займаються моніторингом, називають моніторами.

## Реформування міліції
Робота по відновленню довіри населення до міліції ведеться в рамках ініціативи «Реанімаційний пакет реформ» та координується Асоціацією українських моніторів дотримання прав людини в діяльності правоохоронних органів спільно із Центром політико-правових реформ за підтримки Міжнародного фонду «Відродження».
Робоча група по реформі органів правопорядку працює над розробкою концепції та над текстом нового законопроєкту про поліцію і поліцейську діяльність. Експерти пропонують власні напрацювання до широкого обговорення громадськості та зацікавленим сторонам на цьому сайті.
Представники робочої групи також озвучують напрацьовані пропозиції представникам органів влади. Наші експерти входять до Експертної ради при МВС України, секції по реформі кримінальної юстиції робочої групи з розроблення актів законодавства в процесі реалізації Програми діяльності Кабінету міністрів України.
Сайт реформування міліції

## Діючі проєкти
- «Впровадження механізмів громадських розслідувань порушень прав споживачів наркотиків, учасників програм ЗПТ, РКС у співпраці з Уповноваженим ВРУ з прав людини задля загального покращення стану дотримання прав таких осіб»;[недоступне посилання з червня 2019]
- «Громадський контроль за наданням адміністративних послуг правоохоронними органами»[недоступне посилання з червня 2019];
- «Контроль за дотриманням прав людини в діяльності правоохоронних органів України»[недоступне посилання з червня 2019];
- «Концепція реформування міліції: позиція громадських організацій»[недоступне посилання з червня 2019];
- «Місця несвободи як об'єкт громадського контролю»[недоступне посилання з червня 2019];
- «Посилення громадського контролю за правоохоронними органами»[недоступне посилання з червня 2019];
- «Сприяння діяльності Уповноваженого ВРУ з прав людини на регіональному рівні через запровадження регіональних координаторів по зв'язкам із громадськістю»[недоступне посилання з червня 2019].

## Співпраця
Асоціація УМДПЛ співпрацює з низкою організацій, які опікуються захистом прав людей. Партнери в проєктах Асоціації УМДПЛ
Penal Reform International (PRI), http://www.penalreform.org/ [Архівовано 10 лютого 2014 у Wayback Machine.];
Асоціація незалежних моніторів місць несвободи;
Гельсінський фонд з прав людини (Варшава, Польща), http://www.hfhr.pl/en/ [Архівовано 15 лютого 2014 у Wayback Machine.];
Всеукраїнська освітня програма «Розуміємо права людини», edu.helsinki.org.ua [Архівовано 9 квітня 2022 у Wayback Machine.];
Всеукраїнська молодіжна громадська організації «Фундація регіональних ініціатив» (ФРІ), fri.com.ua [Архівовано 13 березня 2014 у Wayback Machine.];
Московська гельсінська група, mhg.ru;
Одеська правозахисна група «Верітас (правозахисна група)»;
Правозахисний центр «Поступ», postup.lg.ua [Архівовано 2 березня 2014 у Wayback Machine.];
Українська Гельсінська спілка з прав людини, https://web.archive.org/web/20110924201238/http://www.helsinki.org.ua/;
Харківський інститут соціальних досліджень (ХІСД) khisr.kharkov.ua [Архівовано 7 квітня 2014 у Wayback Machine.];
Харківська правозахисна група, http://www.khpg.org/ [Архівовано 19 вересня 2014 у Wayback Machine.];
Центр політико-правових реформ (ЦППР) , http://www.pravo.org.ua/ [Архівовано 20 жовтня 2014 у Wayback Machine.];
Центр громадянських свобод (ЦГС), ccl.org.ua [Архівовано 16 травня 2014 у Wayback Machine.];
Уповноважений Верховної Ради України з прав людини (19 вересня 2012 року між Уповноваженим Верховної Ради України з прав людини та Всеукраїнською громадською організацією «Асоціація українських моніторів дотримання прав людини в діяльності правоохоронних органів» було підписано Меморандум про співробітництво).

## Видання Асоціації УМДПЛ
- Науково-практичне видання «Права людини в діяльності української міліції — 2013»
- Розмовник для рівноправного діалогу з посадовцем Державної міграційної служби
- Десять порад водієві[недоступне посилання з червня 2019];
- Общественный Контроль Над Правоохранительными Органами[недоступне посилання з червня 2019]. Научно-практическое издание / Под общ. ред. Пивоварова В. С. — Киев: 2013 г. — 48 с.
- Адміністративні послуги ДМС та МВС: аналіз правових засад надання та результати соціологічного дослідження[недоступне посилання з червня 2019]. Науково-практичне видання / Під заг. ред. Бєлоусова Ю. Л., Батчаєва В. К. — Київ: …2013 г. — 92 с.
- Права людини в діяльності української міліції — 2012 рік[недоступне посилання з червня 2019] / Науково-практичне видання / За заг. ред. Батчаєва В. К., Пивоварова В. С. — Київ-Харків: Права людини, 2012 р. — 324 с. — ISBN 978-617-587-095-2
- Права людини в діяльності української міліції — 2011 рік / — Київ-Харків: Права людини, 2011 р. — 354 с. — ISBN 978-617-587-062-4
- Асоціація українських моніторів з дотримання прав людини в діяльності правоохоронних органів. Права людини в діяльності української міліції — 2010 рік / Захаров Є.Ю. — Київ—Харків : Права людини, 2011. — 276 с. — 1000 прим. — ISBN 978-617-587-015-0.
- Управління моніторингу дотримання прав людини в діяльності органів внутрішніх справ МВС України. Права людини в діяльності української міліції — 2009 рік / Бєлоусов Ю.Л., Левченко К.Б., Мартиненко О.А. — Харків : Права людини. — 380 с. — 1000 прим. — ISBN 978-966-8919-96-1.
- Управління моніторингу дотримання прав людини в діяльності органів внутрішніх справ МВС України. Права людини в діяльності української міліції - 2008 рік / Бєлоусов Ю.Л., Левченко К.Б., Мартиненко О.А. — Харків : Права людини. — 296 с. — 1000 прим. — ISBN 978-966-8919-62-6.

Також Асоціація УМДПЛ видає щоквартальні бюлетені про свою діяльність та річні звіти.